# Bucșenești, Argeș
Bucșenești este un sat în comuna Corbeni din județul Argeș, Muntenia, România.